# 誕生日の贈り物
『誕生日の贈り物』（たんじょうびのおくりもの、英: Birthday Offering）は、1956年に初演された全1幕のバレエ作品である。振付はフレデリック・アシュトン、音楽はアレクサンドル・グラズノフ（ロバート・アーヴィング (en) 編曲）による。サドラーズ・ウェルズ・バレエ団（現・ロイヤル・バレエ団）の創立25周年記念作品として振り付けられたもので、マーゴ・フォンテイン、ベリル・グレイなど当時のイギリス・バレエ界を代表する14名のダンサーによって踊られ、好評を持って迎えられた。その後、同バレエ団の貴重なレパートリーとして受け継がれ、上演され続けている。

## 作品について
フレデリック・アシュトンはニネット・ド・ヴァロアの招聘によって、1935年にダンサーおよび振付家としてヴィック・ウェルズバレエ団（後にサドラーズ・ウェルズ・バレエ団の名称を経てロイヤル・バレエ団に改名）に入団した。その後35年にわたって同バレエ団に在籍し、振付家として『バレエの情景』、『シンデレラ』（ともに1948年）、『ラ・フィーユ・マル・ガルデ』（1960年）などを創作した。
『誕生日の贈り物』は、1956年にサドラーズ・ウェルズ・バレエ団の創立25周年記念作品として振り付けられたものである。初演はまさに同バレエ団の創立記念日である5月5日にロイヤル・オペラハウスを会場として行われた。
初演のメンバーは、次に挙げる14名である。
マーゴ・フォンテイン、ベリル・グレイ、ヴィオレッタ・エルヴィン (en) 、ナディア・ネリナ (en) 、ロウェナ・ジャクソン (en) 、スヴェトラーナ・ベリオゾワ (en) 、エレイン・ファイフィールド (en) 、マイケル・サムズ、アレキサンダー・グラント (en) 、ブライアン・ショウ (en) 、フィリップ・チャットフィールド (en) 、デヴィッド・ブレア (en) 、デズモンド・ドイル (en) 、ブライアン・アッシュブリッジ
この14名は当時のイギリス・バレエ界を代表する人気ダンサーであり、上演は好評を持って迎えられた。その後、同バレエ団の貴重なレパートリーとして受け継がれ、上演され続けている。イギリス以外でも、アメリカン・バレエ・シアターや牧阿佐美バレヱ団などのレパートリーに入っている。

## 構成と使用曲
登場するダンサーは、男女それぞれ7人ずつの計14名である。全員で踊る前半から、女性ダンサーが1人ずつ踊る7曲のヴァリアシオン、男性ダンサー全員によるアンサンブル、リードカップルによるパ・ド・ドゥを経てフィナーレのワルツへと展開する。
作品中で使用されるのは、グラズノフの『四季』、『愛のはかりごと』（fr:Ruses d'amour）（いずれもバレエ作品）、『バレエの情景』（バレエ組曲）などから当時バレエ団の音楽監督の任にあったロバート・アーヴィングが編曲を手がけた以下の合計13曲である。
1. 前奏曲：「夏の終わり」（L'Eté,『四季』作品67）
2. アントレ：「演奏会用ワルツ第1番」（Valse de concert No 1,作品47）
3. グラン・アダージョ：『バレエの情景』作品52、コーダ『愛のはかりごと』作品61
4. 第1ヴァリアシオン：「マリオネット」（Marionettes,『バレエの情景』作品52）
5. 第2ヴァリアシオン：「霜」（La Givre,『四季』作品67）
6. 第3ヴァリアシオン：「氷」（La Glace,『四季』作品67）
7. 第4ヴァリアシオン：「あられ」（La Grêle,『四季』作品67）
8. 第5ヴァリアシオン：「雪」（La Neige『四季』作品67）
9. 第6ヴァリアシオン：「夏」（L'Eté,『四季』作品67）
10. 第7ヴァリアシオン：『愛のはかりごと』作品61からヴァリアシオン
11. 男性のアンサンブル：「前奏曲とマズルカ第3番」作品25
12. パ・ド・ドゥ：『愛のはかりごと』作品61から「グラン・パ・ド・フィアンセ（Grand pas des fiancées）」
13. フィナーレ：「演奏会用ワルツ第1番」（Valse de concert No 1,作品47）[2][6]

## 評価とエピソード
『誕生日の贈り物』にはストーリーは存在せず、出演するダンサーたちのクラシック・バレエの高度な技巧を存分に発揮させ、それぞれの魅力を讃えるために振り付けられた。アシュトンはマリウス・プティパによって高みに達したクラシック・バレエとその様式へのトリビュートとして、クラシック・バレエ特有の技巧に加えてエポールマンでのアクセントや素早いパの連続など、アシュトン自身の持ち味を加えている。華やかで祝祭感のあるこの作品はすでに述べたように好評で迎えられ、アメリカン・バレエ・シアターでは、1989年に翌年に迎える同団創立50周年を記念して上演している。
ロイヤル・バレエ団元プリンシパルのフェデリコ・ボネッリは、「（アシュトンの振付は）ステップがグラズノフの音楽にぴったりと一致していて（中略）ソロを女性が1つずつ踊りましたけれど、振付が音楽とぴったりあっていることがわかります」と評価した。ボネッリはアシュトンの振付について「やっぱり個性的といえばその音楽性です。音楽なしで、ステップを見て、その後音楽だけ聞くと、さっきのステップはこれに合っていた、とわかると思います」と称賛している。
吉田都は2019年に行われた自身の引退公演「Last Dance」で、初演時にマーゴ・フォンテインが踊ったパートに初挑戦して高い評価を得た。バレエ・ダンス評論家の関口紘一は「自らの引退公演に"誕生日の贈り物"の初めてのパートを踊る、ということは、自身を育んでくれた敬愛する英国バレエへのウィットの効いた、感謝の表明あるいは愛の告白とも取れるなかなか洒落たプログラミングである」と論じている。